# Košík (hrad)
Košík je zaniklý hrad u Neumětel v okrese Beroun. V literatuře bývá označován také jako tvrz. Stával na výběžku masívu Housina asi 1,5 kilometru severovýchodně od vesnice. Téměř celý areál hradu byl zničen lomem. Dochovala se pouze část příkopu.

## Historie
Na kopci je doložena existence eneolitického výšinného sídliště a podle popisů z devatenáctého století byl celý vrch obepnut příkopem, který se dochoval pouze na západní straně. Je tedy možné, že zde v pozdní době kamenné stávalo hradiště.
Podle pověstí je místo spojováno se sídlem bájného Horymíra. Písemné prameny o hradu se nedochovaly a zprávy o majitelích Neumětel nelze vzhledem k existenci tvrze v Neumětelích a blízkého Starého zámku spolehlivě rozlišit. Předpkládá se, že vznikl v první polovině čtrnáctého století a ještě před jeho koncem zanikl.

## Stavební podoba
Hrad stával na návrší se dvěma vrcholy, přičemž jihovýchodní vrchol pravděpodobně nebyl jeho součástí. Hradní areál měl oválný půdorys s rozměry přibližně 32 × 25 metrů. Před rokem 1880, ještě před zahájením těžby kamene, byla v prostoru hradu odkryta dřevěná konstrukce považovaná za pozůstatek čtverhranné stavby. Hradní jádro bylo opevněno příkopem a valem. Dochovala se z něj pouze část příkopu, který byl nejméně čtyři metry hluboký. Zástavba byla nejspíše převážně dřevěná, protože při těžbě kamene se nalezly jen pozůstatky malého množství cihel a vypálené mazanice.